# Carassioides
Carassioides là một chi cá thuộc họ Cyprinidae phân bố ở vùng Đông Á và Đông Nam Á. Hiện đã có 3 loài thuộc chi này được ghi nhận.

## Loài
- Carassioides acuminatus (J. Richardson, 1846)
- Carassioides argentea V. H. Nguyễn, 2001
- Carassioides macropterus V. H. Nguyễn, 2001